# William Deresiewicz
William Barry Deresiewicz (geboren 1964 in Englewood, New Jersey) ist ein amerikanischer Journalist und Literaturkritiker.

## Leben
Deresiewicz wuchs in New Jersey auf und studierte in New York; 1998 promovierte er mit der Arbeit The Novel of Community from Austen to Modernism an der Columbia University. 1998–2008 war er Lehrbeauftragter an der anglistischen Fakultät der Yale University. Sein besonderes Interesse gilt Jane Austen, über die er zwei Bücher veröffentlicht hat.
Seine journalistische Karriere begann er als Tanzkritiker für Magazine wie The Village Voice und die Financial Times. Seither ist er vor allem als Literaturkritiker hervorgetreten. Gefürchtet werden seine häufig vernichtenden Verrisse nicht nur von Schriftstellern, sondern vor allem von Literaturwissenschaftlern des akademischen Establishments, deren Selbstzufriedenheit im Elfenbeinturm zu kritisieren er nicht müde wird. Derzeit erscheinen seine Essays und Rezensionen vor allem in The Nation, The New Republic und The New York Times; für die Zeitschrift The American Scholar schreibt er zudem ein wöchentliches Blog.

## Schriften

### Bücher
- Jane Austen and the Romantic Poets. Columbia University Press, New York 2004. ISBN 0-231-13414-2
- A Jane Austen Education: How Six Novels Taught Me About Love, Friendship, and the Things That Really Matter. Penguin Press, New York 2011. ISBN 1-59420-288-5
- Excellent Sheep: The Miseducation of the American Elite and the Way to a Meaningful Life. Free Press, New York 2014. ISBN 978-1-4767-0271-1

### Essays (Auswahl)
- Faux Friendship. In: The Chronicle Review, 6. Dezember 2009.
- Solitude and Leadership. In: The American Scholar; ursprünglich als Vortrag vor der United States Military Academy in West Point, Oktober 2009.
- The End of Solitude. In: The Chronicle Review, 9. Januar 2009.
- An Empty Regard. In: The New York Times, 20. August 2011.
- Generation Sell. In: The New York Times Sunday Review, 13. November 2011.
- A Jew in the Northwest In: The American Scholar, Winter 2012.